# Saiza Nabarawi
Saiza Nabarawi, född 1897, död 1985, var en egyptisk journalist och feminist. Hon var en ledande röst i den pionjärfeministiska tidskriften L'Egyptienne och en av grundarna av kvinnoorganisationen Egyptian Feminist Union. 